# آنکیبهوی
آنکیبهوی (به لاتین: Aankhibhui) در نپال با جمعیت ۷٬۰۱۹ نفر است که در kosi zone واقع شده‌است.